# Grad Kravjek
Grad Kravjek (nemško Weineck) je bil grad, katerega ruševine stojijo na hribu Kravjek jugozahodno nad naseljem Leščevje ter nad nekdanjim dvorcem Kravjek severozahodno od Muljave na Dolenjskem.

## Zgodovina
Grad Kravjek je v preteklosti sodil med pomembnejše deželnoknežje gradove na Slovenskem. Prvi lastniki gradu, vojvode Spanheimski so z gradom upravljali preko svojih ministerialov in tako je grad prvič posredno omenjen v neki listini iz leta 1243, kjer je kot priča naveden neki Friderik castellanus de Weinek. Naslednja posredna omemba gradu izvira iz leta 1254, ko je ministerial vojvode Ulrika III. Rajnboto Jetrbenški, kastelan na Kravjeku, z neko listino podaril stiškemu samostanu dve kmetiji in dva vinograda.
Prva neposredna omemba gradu izvira iz leta 1256. Omemba gradu je zapisana v listini, ki sta jo leta 1256 podpisala Ulrik III. Spanheimski in njegov brat Filip Spanheimski, salzburški nadškof. V njej sta si razdelila dediščino po pokojnih starših. Ulrik je tako dobil Ljubljanski grad in grad Kostanjevica, Filip pa koroška gradova Himmelberg in Wernberg ter gradova Ostri vrh in Kravjek.
Grad Kravjek je Filip leta 1279 predal oglejskemu patriarhu, v lasti koroških vojvod pa je ostal vse do leta 1335, ko je prešel med deželnoknežje fevde.

## Lastniki gradu in gospostva skozi čas
| Razdobje   | Fevdalni lastnik/ Lastnik                                    | Posest v fevdu/v zastavi/v najemu/oskrbi |
| ---------- | ------------------------------------------------------------ | --- |
| 1243-1256  | Koroški vojvoda Bernard Spanheimski                          | 1243 kastelan spanheimski ministerial Friderik s Kravjeka, okoli 1254 kastelan spanheimski ministerial Rajnboto Jetrbenški |
| 1256-1279  | Filip Spanheimski                                            | |
| 1279-1286  | Oglejski patriarh                                            | leta 1279 gradiščan Tomaž s Kravjeka |
| 1286-1320  | Koroške vojvode Goriški grofje                               | leta 1293 gradiščan Uschalk (Wulfing) Gall; leta 1296 gradiščan Friderik de Weinek; leta 1305 gradiščan Tomaž s Kravjeka od 1314 v fevdu Henrika Lavanta, Kranjskega deželnega notarja, in kasnejšega Kranjskega vicedoma; |
| 1320- 1418 | Ortenburžani v zastavi od Koroškega vojvode, deželnega kneza | v fevdu Peter z Liemberga do vsaj od 1335; njihovi gradiščani gradaška veja Hmeljniško-Turjaških od leta 1378 gradiščani ortenburški vitezi Reynmani iz zgornje Gorenjske - vitez Ernest s Kravjeka |
| 1418-1456  | Celjski grofje in knezi v zastavi od koroškega dež. kneza    | leta 1433 grof Herman II. Celjski zastavi za 600 guldnov in podeli v fevd vitezu Frideriku Ravbar-ju in njegovi ženi Ani, hčerki Hermana Egkhensteina. |
| 1456-1764  | Habsburžani                                                  | v lasti rodbine vitezov/baronov Ravbarjev v dednem fevdu, cesar Friderik III. Habsburški leta 1468 podeli v fevd Juriju Ravbarju, ki ga nasledijo: Baltazar (1478), Gašper (1530), Kozma (1576), Adam (pred 1595), Janez Friderik (po 1595), Franc Adam (do 1653), baron Oton Henrik, baron Jurij Žiga (1695), baron Karel Bernard (1721 - 1764) |
| 1764-1861  | Gospodje pl. Födransberg                                     | na dražbi kupi najemnik Gregor Fedran pl. Födransberg, ki ga nasledijo dediči: Jožef - dvorni svetnik (1788), vitez pl. Avgust (1846), Avgust (1847 - 1861) |
| 1861-1880  | Kristjan Ott iz Laubacha pri Hessnu                          | dedinji hčeri Ivana in Avgusta Ott (1880) |
| 1880       | Franc Fortuna                                                | |